# لویجی ورچلی
لویجی ورچلی (به ایتالیایی: Luigi Vercelli) بازیکن فوتبال و اهل ایتالیا است که از سال ۱۹۲۱ میلادی عضو تیم ملی فوتبال ایتالیا بوده و در ۱ بازی ملی حضور داشته‌است. او در بازی‌های ملی‌اش گلی به ثمر نرساند.
لویجی ورچلی آخرین بازی ملی خود را در سال ۱۹۲۱ میلادی انجام داد.